# Ramulus scalpratus
Ramulus scalpratus är en insektsart som beskrevs av Liu, S.L. och Cai 1992. Ramulus scalpratus ingår i släktet Ramulus och familjen Phasmatidae. Inga underarter finns listade i Catalogue of Life.